# Illahe
Illahe az Amerikai Egyesült Államok északnyugati részén, Oregon állam Curry megyéjében, a Rogue folyó mentén elhelyezkedő önkormányzat nélküli település.
Neve a csinúk indiánok ilahekh (vagy iliʼi) szavából ered, amely földet jelent. A Rogue-völgyi Természetvédelmi Területet 1978-ban alapították.
A térségben működő fogadó és kemping is az Illahe nevet viseli.

## Története
Miután az 1850-es évekbeli Rogue-völgyi háború lezárásaként az indiánokat kitelepítették a régióból, a karok indián nőkkel házasodott egykori aranyásók érkeztek a helyükre. 1883-ban Elijah H. Price javasolta egy tizenegy családot kiszolgáló postahajójárat indítását; 1895-ben a posta beleegyezett az egyéves próbaidőszakba. Price feladata volt biztosítani, hogy a járat minden héten végighaladjon.
Agness postahivatala 1897-ben, Marialé pedig 1903-ban nyílt meg. A gyors sodrású víz miatt a küldeményeket kezdetben Illahe és Marial között, később pedig Agness irányába is ló- vagy öszvérháton kézbesítették. Az illahei hivatal 1943-ban szűnt meg.

## Éghajlat
| Hónap                                   | Jan.  | Feb.  | Már. | Ápr. | Máj. | Jún. | Júl. | Aug. | Szep. | Okt. | Nov. | Dec.  | Év    |
| --------------------------------------- | ----- | ----- | ---- | ---- | ---- | ---- | ---- | ---- | ----- | ---- | ---- | ----- | ----- |
| Rekord max. hőmérséklet (°C)            | 19,0  | 24,0  | 28,0 | 34,0 | 37,0 | 44,0 | 44,0 | 43,0 | 44,0  | 37,0 | 24,0 | 20,0  | 44,0  |
| Átlagos max. hőmérséklet (°C)           | 9,4   | 12,1  | 15,1 | 18,5 | 22,3 | 26,3 | 31,0 | 31,1 | 28,7  | 20,2 | 12,7 | 9,6   | 19,8  |
| Átlagos min. hőmérséklet (°C)           | 2,0   | 3,0   | 3,4  | 4,5  | 7,0  | 9,2  | 11,2 | 11,0 | 9,3   | 6,7  | 4,6  | 2,7   | 6,2   |
| Rekord min. hőmérséklet (°C)            | −10,0 | −11,0 | −4,0 | −2,0 | −2,0 | 2,0  | 3,0  | 0,0  | −1,0  | −5,0 | −8,0 | −14,0 | −14,0 |
| Átl. csapadékmennyiség (mm)             | 365   | 288   | 253  | 125  | 81   | 33   | 7    | 18   | 48    | 158  | 326  | 379   | 2081  |
| Forrás: Western Regional Climate Center |       |       |      |      |      |      |      |      |       |      |      |       |       |

## Fordítás
- Ez a szócikk részben vagy egészben  az   Illahe, Oregon című angol Wikipédia-szócikk ezen változatának fordításán alapul.  Az eredeti cikk szerkesztőit annak laptörténete sorolja fel. Ez a jelzés csupán a megfogalmazás eredetét és a szerzői jogokat jelzi, nem szolgál a cikkben szereplő információk forrásmegjelöléseként.